# Peter Haase (Leichtathlet)
Peter Haase (* 23. Januar 1943 in Arnsdorf) ist ein ehemaliger deutscher Sprinter, der für die DDR startete.
Bei den Olympischen Spielen 1968 in Mexiko-Stadt wurde er Fünfter in der 4-mal-100-Meter-Staffel.
1969 wurde er bei den Europameisterschaften in Athen Siebter über 100 Meter und Fünfter in der 4-mal-100-Meter-Staffel.
Seine persönliche Bestzeit über 100 Meter von 10,2 s stellte er am 27. Juli 1969 in Leipzig auf.